# Бриссак, Шарль I де Коссе де
Шарль де Коссе́, граф де Брисса́к (фр. Charles de Cossé, comte de Brissac; 1505, Париж  — 31 декабря 1563, Париж) — французский военный и аристократ XVI века, маршал Франции с 1550 года. Прозывался «Маршал де Бриссак» (Maréchal de Brissac), чтобы не путать с младшим братом, также маршалом Франции (с 1567), Артюсом де Коссе-Бриссаком.

## Биография
В 1540 году был назначен начальником французских пехотных войск в Италии, в 1543 году командовал лёгкой кавалерией в Пьемонте, сражался в 1544—1546 годах против англичан и австрийцев в Шампани и Фландрии и в 1547 году занял должность великого магистра артиллерии.
В 1550 г. он был возведён в звание маршала Франции, и король Генрих II поручил ему главное начальство над войсками в Пьемонте. Несмотря на малочисленность этих войск и недостаток в деньгах, он умел вести с успехом борьбу против австрийцев.
В 1559 г. Генрих II назначил его на место Колиньи губернатором Пикардии, а Карл IX в 1562 г. сделал его губернатором Парижа (fr) и в 1563 г. губернатором Нормандии.